# Мікко Рантанен
Мікко Рантанен (фін. Mikko Rantanen; 29 жовтня 1996, м. Ноусіайнен, Фінляндія) — фінський хокеїст, нападник. Виступає за «Кароліна Гаррікейнс» у Національній хокейній лізі.
Вихованець хокейної школи ТПС (Турку). Виступав за ТПС (Турку), «Сан-Антоніо Ремпедж», «Колорадо Аваланш».
У чемпіонатах Фінляндії — 108 матчів (16+24).
У складі молодіжної збірної Фінляндії учасник чемпіонату світу 2015. У складі юніорської збірної Фінляндії учасник чемпіонату світу 2014.

## Нагороди та досягнення
- Переможець молодіжного чемпіонату світу — 2016.
- Срібний призер чемпіонату світу — 2016.
- Нагорода Плюс-Мінус — 2021.
- Володар Кубка Стенлі — 2022.
- Учасник матчу всіх зірок НХЛ — 2019, 2023.